# Куликів (Шептицький район)
Куликі́в — село в Україні, у Шептицькому районі Львівської області. Населення становить 630 осіб. 

## Загальні дані
Відстань до центру громади у місті Радехові складає 17 км. Біля села проходить траса Радехів — Берестечко, яка в даний момент не в дуже хорошому стані. На території підпорядкування сільської ради є ліс Березина, що розташований на відстані близько 1 км від населеного пункту. В селі добувають торф для особистого користування. Також є кілька озер і ставків, не придатних на сьогодні для купання.
При в'їзді в село розташована братська могила. Також в центрі села розташований пам'ятник.
В селі є школа — Куликівський НВК, у якому діти здобувають неповно-середню освіту. Біля школи також розташований садочок «Сонце».

## Населення

### Мова
Розподіл населення за рідною мовою за даними перепису 2001 року:
| Мова            | Кількість | Відсоток |
| --------------- | --------- | -------- |
| українська      | 628       | 99.68%   |
| російська       | 1         | 0.16%    |
| інші/не вказали | 1         | 0.16%    |
| Усього          | 630       | 100%     |

## Спорт
В Куликові діє ФК «Ластівка», що виступає на районному рівні, а саме, у групі А першої ліги чемпіонату Шептицького району Львівської області.